# Pontská Olbia
Olbia, případně Pontská Olbia, byla starověká řecká obec nalézající se při ústí řeky Hypanis (Jižní Bug).

## Historie

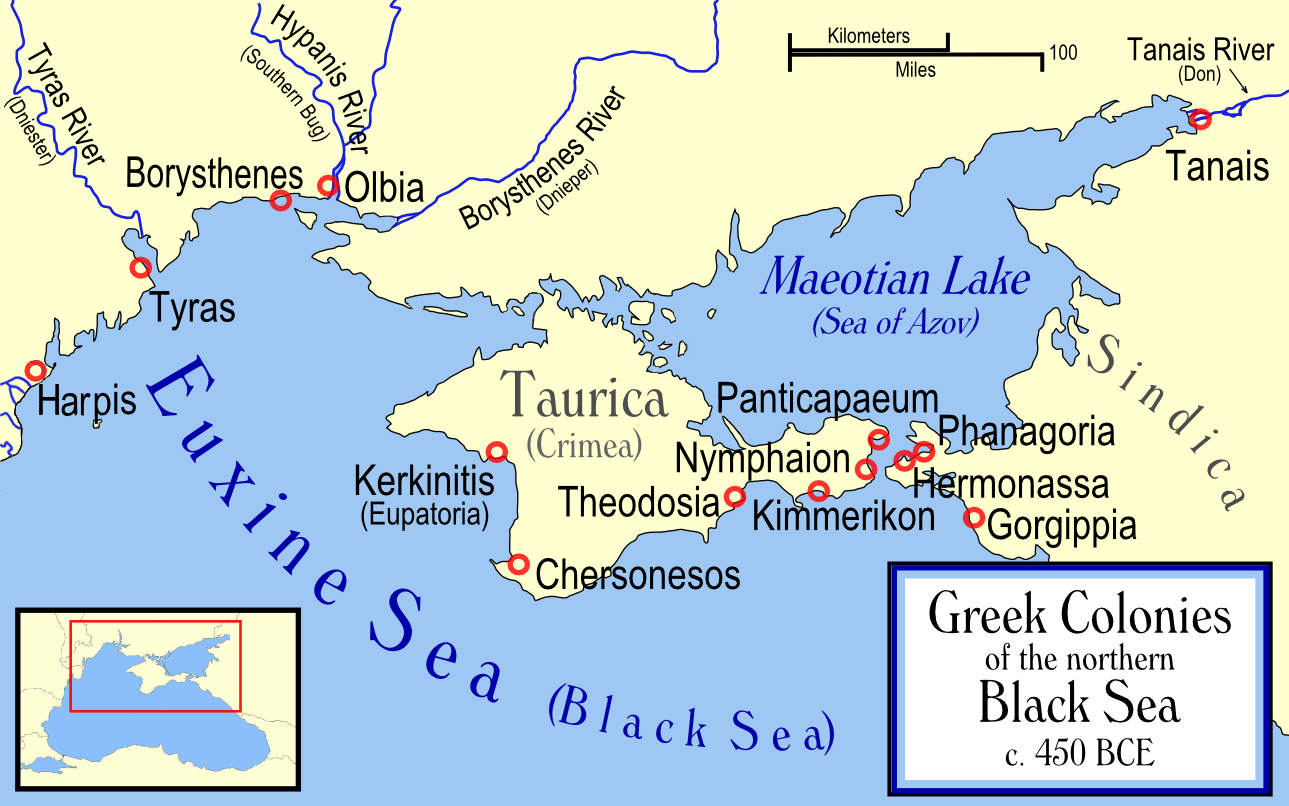
Mapa řeckých kolonií při Černém moři, kolem roku 450 př. n. l.

Založili ji kolonisté z Mílétu v 7. století př. n. l. Jako jeden z hlavních přístavů na severním pobřeží Černého moře sloužila k vývozu obilí, ryb a otroků do Řecka. Vrcholem jejího rozvoje bylo klasické období kolem roku 450 př. n. l. Koncem 3. století př. n. l. postihl Olbii hospodářský útlum, načež došlo k novému rozmachu za vlády Mithridata VI. Pontského. V roce 55 př. n. l. ji vyplenil dácký král Burebista. Římané Olbii v 1. století našeho letopočtu částečně obnovili a začlenili do provincie Moesie. Ve 4. století byla opuštěna v důsledku opakovaných útoků okolních barbarů.
Archeologické výzkumy zde odkryly základy řeckých kamenných staveb, obytných i veřejných, jsou přístupné veřejnosti.